# 諾托韋縣 (維吉尼亞州)
諾托韋县（英語：Nottoway County）是美國維吉尼亞州中南部的一個縣。面積819平方公里。根據美國2000年人口普查，共有人口15,725人。縣治諾托韋（Nottoway）。
成立於1788年12月22日。縣名可能是紀念諾托韋族 （易洛魁族一支，族名是阿爾岡金語「敵人」或「毒蛇」的意思）或諾托韋河。